# Ca l'Iglésies (Sant Martí de Centelles)
Ca l'Iglésies és una masia de Sant Martí de Centelles (Osona) inclosa a l'Inventari del Patrimoni Arquitectònic de Catalunya.

## Descripció
Masia de planta rectangular (11,5×5) coberta a una sola vessant amb la façana principal orientada a migdia; consta de planta baixa i primer pis. La façana principal presenta un portal de llinda en forma de mig hexàgon, construït amb tres grans carreus i dues finestres laterals a la planta i tres finestres amb ampit de pedra al primer pis. La façana O és cega, ja que està completament adossada al mur E del Mas Esglésies. La façana E presenta en un petit cos cobert a una sola vessant adossat a la planta i una finestres al primer pis. La façana nord és cega i està situada a uns dos metres del mur a migdia de l'església de Sant Pere de Valldaneu. La construcció forma part del conjunt arquitectònic que hi ha al voltant de l'església de Sant Pere de Valldaneu, el mas Esglésies, el cementiri (amb el conjunt funerari de la família Sentias), les làpides gòtiques i la creu de terme.

## Història
La història d'aquest mas està relacionada amb la propera església parroquial de Sant Pere de Valldaneu que un principi estigué vinculada a la parròquia de Sant Martí del Congost però el segle xi ja la trobem documentada com a parròquia. El topònim deriva de la Vila Danielis, documentada el segle xi (d'aquí que l'ortografia correcta és amb "a": Valldaneu). El trobem registrat, junt amb tretze masos més en els fogatges del "Terme de Sancta Coloma, St. Miquel Cesperxes, St. Quirze Safage y Parroquia de Berti fogajat a 6 de octubre 1553 per Gabriel Rovira balle apar 224" on apareix a la parròquia de Sant Pere de Valldaneu un tal Guillem Sglesies.